# Metaleptina albicostata
Metaleptina albicostata är en fjärilsart som beskrevs av Emilio Berio 1964. Metaleptina albicostata ingår i släktet Metaleptina och familjen trågspinnare. Inga underarter finns listade i Catalogue of Life.